# Colorant réactif
 (mai 2020).
Si vous disposez d'ouvrages ou d'articles de référence ou si vous connaissez des sites web de qualité traitant du thème abordé ici, merci de compléter l'article en donnant les références utiles à sa vérifiabilité et en les liant à la section « Notes et références ».
Les colorants réactifs sont des colorants solubles, utilisés en teinturerie pour teindre des fibres cellulosiques et dans une moindre mesure les fibres d'origine animale. 
Les fibres polyamides peuvent également être teintes avec une classe de réactifs adaptés (abandonné). 

## Mise en garde préalable à la lecture
- La teinturerie peut être considéré comme une industrie artisanale. Le côté industriel se retrouve dans les structures et infra structure que doit posséder une teinturerie. Le côté artisanal tient au fait qu'en partant d'un procédé de base, l'interprétation qu'en fait le teinturier diffère en fonction des machines dont il dispose, de la présentation de la marchandise à teindre (bourre, fils, tricot, tissus, tapis, dentelles, passementerie, lacets, cordes pour saucissons etc.), de l'usage auquel l'article est destiné, du prix que le donneur d'ordre est prêt à payer etc.
- On peut pratiquement dire qu'il y a autant de procédés de teinture qu'il y a de teinturiers, c'est pourquoi, ce qui suit ne donne qu'un aperçu du comment cela peut se faire.
- Il serait en effet trop long et de toute manière incomplet de donner le détail des opérations qu'une marchandise textile subit avant d'arriver entre les mains de l'usager final.
- Il faut également tenir compte que beaucoup d'articles à teindre sont composés de mélanges de fibres et que par conséquent il faut faire des compromis pour ménager le textile.

## Généralités
Les colorants réactifs possèdent un ou plusieurs groupes réactifs qui ont la propriété de se lier chimiquement avec la fibre à teindre. Ce qui leur confère de très bonnes solidités en général.

## Mise en œuvre sur fibres cellulosiques.
Les colorants réactifs peuvent teindre la matière sous quelques formes que ce soit.
On peut les teindre par épuisement, en semi-continu ou à la continu. 
Par épuisement le bain de teinture se compose de :
1. Un produit mouillant, un agent lubrifiant, du sulfate de sodium ou du chlorure de sodium, avec adjonction d'alcalis (carbonate de soude, soude caustique, silicate de soude. Le phosphate trisodique[1].
2. Suivant les marques commerciales des colorants réactifs, la température de teinture sera basse ou élevée en fonction de :

des groupes réactifs
de l'alcali utilisé
1. La durée de teinture voisine 45-60 minutes à la température recommandée.
2. La teinture est suivie de rinçage et d'un ou plusieurs savonnages énergique pour éliminer les colorants non fixés.

## Avantages et inconvénients
Les colorants réactifs occupent une grande place sur le marché. Ils permettent d'obtenir des teintures de très bonnes qualités dans toutes les nuances. La liaison chimique du colorant avec la fibre en est la cause. Il n'y a pas d'inconvénient majeur à part le fait que les fibres artificielles teintes en bobines ont tendance à gonfler sous l'action des alcalis ce qui gêne le passage du bain dans la bobine.

## Mise en œuvre sur fibres animales.
Dans quelques cas, on a recours aux colorants réactifs pour teindre les fibres animales. 
La soude caustique est remplacée par de l'ammoniac et les températures sont maintenues relativement basses vu la grande sensibilité de la laine vis-à-vis du milieu alcalin.

## Mise en œuvre sur fibres polyamides.
Pour mémoire, une classe de colorants réactifs avait été développée spécialement pour la teinture de polyamides. 
Après quelques années, elle a été abandonnée. 